# Kinderhotel
Ein Kinderhotel ist ein Beherbergungsbetrieb, der sich auf die Zielgruppe „Familien mit Kindern“ spezialisiert hat. Dieser Hoteltyp entwickelte sich in den letzten Jahren auf dem Tourismusmarkt in Abgrenzung zu Hotels, die sich zwar als kinder- oder familienfreundlich bezeichnen, aber keine entsprechenden Leistungen anbieten. Über die üblichen Hotel-Standardleistungen hinaus zeichnen sie sich durch eine besonders kinderfreundliche Umgebung, Ausstattung und Atmosphäre aus. 
Die Bezeichnung Kinderhotel ist für Reisende ohne Kinder ein Hinweis darauf, dass sich Kinder im Haus aufhalten und es zu Lärmbelästigung durch Kindergeschrei oder Störungen durch tobende Kinder kommen kann. Eltern hingegen können die Erfahrung machen, dass ihre Kinder aufgrund der abwechslungsreichen und kindergerechten Gestaltung weniger gelangweilt und quengelig sind als in herkömmlichen Einrichtungen.
Typisch für ein Kinderhotel sind im Bereich der Sicherheitsvorkehrungen zum Beispiel Steckdosensicherungen, autofreie Spielzonen, Türsicherungen in sicherheitssensiblen Bereichen. Alles, was die Familie für die Versorgung und das Wohlergehen des Kleinkindes oder Säuglings benötigt, wird im Hotel kostenfrei gestellt oder ist ausleihbar. Malsets und Stifte stehen den Kindern im Restaurant zur Verfügung und verkürzen mögliche Wartezeiten auf das Essen. Es werden Extra-Mahlzeiten oder ein eigenes Kinderbuffet angeboten. Für die Unterhaltung der Kinder existiert idealerweise nicht nur ein Spielplatz am Haus, sondern auch ein geräumiges Spielzimmer für wetterunabhängiges Spielen. In der Regel unterhalten Kinderhotels einen eigenen Hotelkindergarten oder einen betreuten Kinder-Freizeitclub.
Obwohl es in Europa verschiedene Gruppen mit einem gemeinsamen Konzept und einheitlichen Qualitätskriterien gibt, ist die Bezeichnung „Kinderhotel“ kein geschützter Begriff.
Ein externes Bewertungssystem kinder- und familienfreundlicher Hotels (und anderer Einrichtungen) wurde durch den Deutschen Kinderschutzbund in Zusammenarbeit mit dem TÜV Nord 2002 eingeführt und ein unabhängiger Anforderungskatalog angelegt. Hotels und andere Einrichtungen für Kinder, die den hohen Ansprüchen genügen, werden mit dem Gütesiegel „TÜV Service Check – OK für Kids“ zertifiziert. 
Hotels, in denen Kinder auch ohne Beisein ihrer Eltern ihren Urlaub verbringen können, stellen eine Sonderform der Kinderhotels dar.

## Ähnliche Einrichtungen
Der Begriff „Kinderhotel“ wird auch von Kindertagesstätten, die professionelle Kinderbetreuung über Nacht anbieten, verwendet. 
In der DDR waren Kinderhotels in einigen Städten eine Form der Kinderbetreuung rund um die Uhr, die Eltern unterstützte, „die ihre Kinder auf Grund von Ausnahmesituationen kurzzeitig nicht selbst betreuen“ konnten.